# US tenniskampioenschap 1929
De 49e editie van het Amerikaanse grandslamtoernooi, het US tenniskampioenschap 1929 werd gehouden op twee verschillende locaties. Voor de vrouwen was het de 43ste editie. Alle onderdelen uitgezonderd het mannen dubbelspel werd gehouden op de West Side Tennis Club in Forest Hills New York. Het mannen dubbelspel werd gehouden op de Longwood Cricket Club in Brookline. 
Bill Tilden won zijn zevende mannenenkelspel titel op de Amerikaanse tenniskampioenschappen en evenaarde hiermee Richard Sears en William Larned. Dit record staat tot op de dag van vandaag (2023).
Tilden won zijn zestiende titel in totaal op de Amerikaanse kampioenschappen in het mannen enkelspel, dubbelspel en gemengd dubbelspel. Dit is tot op heden (2023) niet geëvenaard door een mannelijke tennisser.

## Belangrijkste uitslagen
Mannenenkelspel

Finale: Bill Tilden (VS) won van Francis Hunter (VS) met 3-6, 6-3, 4-6, 6-2, 6-4  
Vrouwenenkelspel

Finale: Helen Wills (VS) won van Phoebe Holcroft-Watson (VS) met 6-4, 6-2 
Mannendubbelspel

Finale: George Lott (VS) en John Doeg (VS) wonnen van Berkeley Bell (VS) en Lewis White (VS) met 10-8, 1-6, 6-4, 6-1  
Vrouwendubbelspel

Finale: Phoebe Holcroft-Watson (VK) en Peggy Michell (VK) wonnen van Phyllis Covell (VK) en Dorothy Shepherd-Barron (VK) met 2-6, 6-3, 6-4 
Gemengddubbel

Finale: Betty Nuthall (VK) en George Lott (VS) wonnen van Phyllis Covell (VK) en Bunny Austin (VK) met 6-3, 6-3 
Een toernooi voor junioren werd voor het eerst in 1973 gespeeld.
1881 · 1882 · 1883 · 1884 · 1885 · 1886 · 1887 · 1888 · 1889 · 1890 · 1891 · 1892 · 1893 · 1894 · 1895 · 1896 · 1897 · 1898 · 1899 · 1900 · 1901 · 1902 · 1903 · 1904 · 1905 · 1906 · 1907 · 1908 · 1909 · 1910 · 1911 · 1912 · 1913 · 1914 · 1915 · 1916 · 1917 · 1918 · 1919 · 1920 · 1921 · 1922 · 1923 · 1924 · 1925 · 1926 · 1927 · 1928 · 1929 · 1930 · 1931 · 1932 · 1933 · 1934 · 1935 · 1936 · 1937 · 1938 · 1939 · 1940 · 1941 · 1942 · 1943 · 1944 · 1945 · 1946 · 1947 · 1948 · 1949 · 1950 · 1951 · 1952 · 1953 · 1954 · 1955 · 1956 · 1957 · 1958 · 1959 · 1960 · 1961 · 1962 · 1963 · 1964 · 1965 · 1966 · 1967
↓ open tijdperk ↓
1968 (m-v-md-vd-gd) ·
1969 (m-v-md-vd-gd) ·
1970 (m-v-md-vd-gd) ·
1971 (m-v-md-vd-gd) ·
1972 (m-v-md-vd-gd) ·
1973 (m-v-md-vd-gd) ·
1974 (m-v-md-vd-gd) ·
1975 (m-v-md-vd-gd) ·
1976 (m-v-md-vd-gd) ·
1977 (m-v-md-vd-gd) ·
1978 (m-v-md-vd-gd) ·
1979 (m-v-md-vd-gd) ·
1980 (m-v-md-vd-gd) ·
1981 (m-v-md-vd-gd) ·
1982 (m-v-md-vd-gd) ·
1983 (m-v-md-vd-gd) ·
1984 (m-v-md-vd-gd) ·
1985 (m-v-md-vd-gd) ·
1986 (m-v-md-vd-gd) ·
1987 (m-v-md-vd-gd) ·
1988 (m-v-md-vd-gd) ·
1989 (m-v-md-vd-gd) ·
1990 (m-v-md-vd-gd) ·
1991 (m-v-md-vd-gd) ·
1992 (m-v-md-vd-gd) ·
1993 (m-v-md-vd-gd) ·
1994 (m-v-md-vd-gd) ·
1995 (m-v-md-vd-gd) ·
1996 (m-v-md-vd-gd) ·
1997 (m-v-md-vd-gd) ·
1998 (m-v-md-vd-gd) ·
1999 (m-v-md-vd-gd) ·
2000 (m-v-md-vd-gd) ·
2001 (m-v-md-vd-gd) ·
2002 (m-v-md-vd-gd) ·
2003 (m-v-md-vd-gd) ·
2004 (m-v-md-vd-gd) ·
2005 (m-v-md-vd-gd) ·
2006 (m-v-md-vd-gd) ·
2007 (m-v-md-vd-gd) ·
2008 (m-v-md-vd-gd) ·
2009 (m-v-md-vd-gd) ·
2010 (m-v-md-vd-gd) ·
2011 (m-v-md-vd-gd) ·
2012 (m-v-md-vd-gd) ·
2013 (m-v-md-vd-gd) ·
2014 (m-v-md-vd-gd) ·
2015 (m-v-md-vd-gd) ·
2016 (m-v-md-vd-gd) ·
2017 (m-v-md-vd-gd) ·
2018 (m-v-md-vd-gd) ·
2019 (m-v-md-vd-gd) ·
2020 (m-v-md-vd) ·
2021 (m-v-md-vd-gd) ·
2022 (m-v-md-vd-gd) ·
2023 (m-v-md-vd-gd)  ·
2024 (m-v-md-vd-gd)
Lijst van US Openwinnaars